# Abdulkareem Abuidaij
Abdulkareem Mahmoud Abdul Abuidaij (ar. عبدالكريم محمود عبدالكريم ابو ادعيج;ur. 22 kwietnia 2001) – jordański zapaśnik walczący w stylu wolnym.
Brązowy medalista igrzysk panarabskich w 2023. Zajął dziesiąte miejsce na mistrzostwach Azji w 2025. Wicemistrz arabski w 2019 i 2021; trzeci w 2024 roku. 